# 土曜ナイトドラマ (朝日放送)
土曜ナイトドラマ（どようナイトドラマ）は、朝日放送（ABCテレビ）で毎週日曜日未明（土曜日深夜）（基本的には日曜1:00 - 1:30、2007年12月までは日曜0:30 - 1:00）に放送されていた連続ドラマのシリーズである。
「桜2号」から字幕放送・データ放送対応になった。

## 概要
朝日放送ではテレビ草創期時代の1958年9月から2002年3月までの43年間、関西ローカルによる30分の連続ドラマ「部長刑事シリーズ」を制作・放送していた。「部長刑事シリーズ」終了後、朝日放送は「部長刑事」で培った番組作りを生かすため、2003年1月に「女と男と物語」（日曜 0:30 - 1:00）でローカルドラマの制作を再開した。この枠のドラマは、基本的に関西ローカルの放送であるが、番組販売の形で一部テレビ朝日系列の地方局でもネットされた（放送局は各作品ごとに異なる）。また、「女と男と物語」「珍山荘ホテル」「17才夏。」の3作品については、テレビ朝日でも放送（逆ネット）されたことがあるが、2006年にテレビ朝日が土曜ミッドナイトドラマとして日曜未明（土曜深夜）にドラマ枠を再開してから逆ネットされなくなった。
番組は1回30分の作品を1クール（以前は10～12回程度だったが、最近は7～9回程度）ごと製作するもので、殆どは1話完結（出演者も1話ごとに変えて放送する）の短編作品が多いが、「恋するベトナム〜縦断1800キロの旅物語」、「桜2号」、「H-code〜愛しき賞金稼ぎ〜」と連続ものの作品もある。2006年10月より、この枠で放送されるドラマ枠は「土曜ナイトドラマ」のタイトルがついた。
ドラマの舞台は、関西ローカルと言うこともあり、主に大阪を中心とした関西地方であるが、「恋するベトナム」のようにオール海外ロケで行われるものや、「女と男と物語」シリーズや「珍山荘ホテル」のように関西地方をあまりイメージしない舞台設定となっているものもある。また、最近はマンガや近未来SF、インターネットといった若者が高い関心を持っているコンテンツを多く取り入れるようになった。中でも、20XX年の「ネオ・オオサカ」を舞台にした「H-code〜愛しき賞金稼ぎ〜」は、深夜放送にもかかわらず、関西地区で平均視聴率4.6%（ビデオリサーチ調べ）の好視聴率を獲得したこともあり、2008年3月29日（土曜、0:24 - 1:19）と30日（日曜、0:30 - 1:25）に2夜連続で続編の「H-code2nd〜私が愛した賞金稼ぎ〜」が放送された。

### 2006年以降の放送状況とその後
しかし、2006年4月に金曜21時枠でテレビ朝日と共同制作の連続ドラマが開始してからは、ドラマ制作費用がバラエティ番組の制作費用よりも格段に高いことや、「部長刑事｣シリーズと違って番組スポンサーが付いていないことなど採算性を勘案した結果、2006年4月～9月にかけてはこの枠のドラマ制作を一時休止していた（一時休止中は「アメトーク」の遅れネット）。その後、2006年10月に「土曜ナイトドラマ」としてローカルドラマ制作を再開し、「桜2号」、「H-code〜愛しき賞金稼ぎ〜」、「学問ノススメ」を制作したが、2007年7月からは、レギュラー番組の編成から外れ、実質的に不定期による制作となっている（それ以後に制作したのは2007年11月～12月の「初恋net.com〜忘れられない恋のうた〜」と2008年5月～7月の「幻影〜ゲンヱイ〜」の2本である）。なお、「土曜ナイトドラマ」を手がけたプロデューサーの中には、その後金曜21時枠の連続ドラマのプロデューサーになった人も多い。
また、土曜ナイトドラマ枠が実質的に不定期制作になったことで、その穴埋め番組として2007年7月にスタートした「藤井陣内のザ・レジェンド」が視聴率的に好調ということもあり、「幻影〜ゲンヱイ〜」の放送時間は日曜1:00 - 1:30の放送となった。
なお朝日放送では、2010年11月17日から2020年1月8日まで水曜1:39 - 2:39（火曜深夜）に海外ドラマの放送枠として火曜ナイトドラマを設けていた。
2015年10月期には、「エビシーラボ」の一環として、日曜未明（土曜深夜）に連続ドラマ「チア☆ドル」（10回）（0:45-1:15）を放送し、2018年4月からは日曜23時台後半に『ドラマL』を関西ローカル枠で設定している。

## 代表的な作品

### 2006年3月以前
- 女と男と物語[3]（2003年1月11日～3月22日）
- 珍山荘ホテル[4]（2003年4月12日～6月28日）
- 17才夏。[5]（2003年7月5日～9月20日）
- 女と男と物語 PARTII[6]（2003年10月4日～12月13日）[注 1]
- 人が殺意を抱くとき（2004年4月3日～6月12日）
- 恋するベトナム〜縦断1800キロの旅物語（2004年10月16日～12月11日）[7]
- 11通の…出せなかったラブレター（2005年1月8日～3月19日）[8]
- 女と男と物語 PARTIII[9]（2005年4月16日～6月25日）
- 夢縁坂骨董店[10]（2005年10月15日～12月17日）
- よろず刑事（2006年1月14日～3月18日）[11]

### 土曜ナイトドラマ（2006年10月以後）
- 桜2号（2006年10月29日～12月17日）[12]
- H-code〜愛しき賞金稼ぎ〜（2007年1月14日～3月11日）[13]
- 学問ノススメ（2007年4月29日～6月17日）[14]
- 初恋net.com〜忘れられない恋のうた〜（2007年11月4日～25日、12月9日～23日）[15]
- 幻影〜ゲンヱイ〜（2008年6月1日～7月13日）[16]